# Lukas Klotz
Lukas Benjamin Klotz (* 1976 in Regensburg) ist ein deutscher Pianist.

## Leben
Lukas Klotz ist der Sohn des Musikers Udo Klotz und der Malerin und Musikerin Roswitha Klotz, geborene Spaeth.

### Ausbildung
Seit dem fünften Lebensjahr erhielt Klotz Klavierunterricht, dann Unterricht in Violoncello und Violine bei Karl Kula. Das Abitur absolvierte er am Regensburger Von-Müller-Gymnasium, wo er Musik als einen seiner Leistungskurse wählte. Schon als Jugendlicher verzeichnete er Erfolge bei Teilnahmen am Wettbewerb Jugend musiziert.
Die professionelle pianistische Ausbildung begann mit dem Studium an der Hochschule für Musik und Theater München bei Klaus Schilde, Franz Massinger und Margarita Höhenrieder. Es folgte ein Studium an der Universität Mozarteum Salzburg bei Karl-Heinz Kämmerling und dann ab 2003 bei Homero Francesch in Zürich. Das Studium schloss er mit Diplomen im Konzertfach und in Musikpädagogik ab.

### Musikalisches Wirken
Klotz hatte Konzerte und Tourneen in Deutschland, u. a. im Gasteig, und im europäischen Ausland. Bereits 2003 sah ihn der Deutsche Kulturrat unter den zehn erfolgreichsten Jungpianisten des Jahres auf internationaler Ebene. Er erhielt ein Stipendium der Richard-Wagner-Stiftung Bayreuth und wird gefördert von der Yehudi Menuhin Live Music Now. Er wurde mehrfach prämiert, unter anderem mehrfach bei internationalen Wettbewerben mit dem 1. Preis und dem Primo Premio assoluto, unter anderem beim Concorso Internazionale Musicale `Paul Harris 2005' – Dino Ciani 2003 der nach dem Pianisten Dino Ciani benannten Associazione Musicale Dino Ciani in der Kategorie „Klavier“. Von der Stadt Regensburg erhielt er 2005 den Kulturförderpreis.
Auf veröffentlichten Tonträgern spielte er Werke von Johann Sebastian Bach, Joseph Haydn, Ludwig van Beethoven, Johannes Brahms, Franz Liszt, Robert Schumann und Claude Debussy.

### Lehrtätigkeit
Klotz unterrichtete an einem Regensburger Gymnasium und unterrichtet Klavier an der Hochschule für Katholische Kirchenmusik und Musikpädagogik Regensburg.
Er lebt heute in München und unterrichtet dort unter anderem als Mitglied im Tonkünstlerverband München Klavier. Noch dazu unterrichtet er in Regensburg am Von-Müller-Gymnasium Klavier und leitet dort die von ihm gegründete Meisterklasse für Klavier und Kammermusik. München ist mittlerweile seine Wahlheimat.